# Ура-Тюбинский округ
Ура-Тюбинский округ — единица административного деления Таджикской ССР, существовавшая в 1929—1930 годах. Административный центр — город Ура-Тюбе.
Округ был образован 6 июля 1929 года на территории бывшего Ура-Тюбинского вилоята Таджикской АССР. В составе округа было образовано 3 района:
- Матчинский — на территории бывшей Матчинской волости
- Ура-Тюбинский — на территории бывших Басмандинской, Шахристанской и большей части Дальёнской волостей
- Шахристанский — на территории Ура-Тюбинской, большей части Ганчинской и нескольких селений Дальёнской волостей[1].

В 1930 году Ура-Тюбинский округ был упразднён, а его районы переданы в Ходжентский округ.